# مهدی‌آباد (ایلام)
مهدی‌آباد ، روستایی در ده پایین بخش مرکزی شهرستان ایلام در استان ایلام ایران است.
این روستا به پخت کباب زغالی معروف است و کبابی‌های آن که در مسیر اصلی جاده بین المللی ایلام به مهران قرار گرفته‌اند به زائران اربعین و مسافران زیادی خدمات می‌دهند.مردم این روستا کرد و از ایل پنجستون میباشند.اکثر مردم این روستا در حال حاضر به مشاغلی همچون قصابی،کبابی،دامپروری و خدمات اداری مشغول اند. 

## جمعیت
بر پایه سرشماری عمومی نفوس و مسکن در سال ۱۳۹۵، جمعیت این روستا برابر با ۱٬۴۹۴ نفر (۳۸۳ خانوار) بوده‌است.